# West Modesto
West Modesto è un census-designated place (CDP) degli Stati Uniti d'America, situato nello stato della California, nella contea di Stanislaus.